# エネルギー (お笑いコンビ)
エネルギーは、日本の元お笑いコンビ。ネタは主にコントを行っていた。所属事務所は浅井企画。2016年3月31日に解散。

## メンバー
森 一弥（もり かずや）、1974年1月24日（51歳）
ボケ担当。東京都出身。
東京実業高校卒業。特技はレスリングであり、都大会50k級で優勝、関東大会で4位、全国大会で6位、ハワイ大会で3位という成績を持つ。
平子 悟（ひらこ さとる）、1971年8月7日（53歳）
ツッコミ担当。東京都出身。
東洋大学法学部法律学科卒業。特技はケーキ作り。また宅地建物取引士の資格を持つ。映画『クレーマー』（2008年）で刑事役を演じた。

## 略歴
1996年3月にコンビを結成。
2006年に南原清隆主催の「現代狂言」に参加。以来狂言に開眼し、平子が狂言師を演じるコントがメインの持ちネタとなっていた。
2011年度に花形演芸大賞の「銀賞」を受賞。『キングオブコント』では2009年、2012年、2013年に準決勝に進出した。
2016年3月31日をもって解散を発表した。これからは双方共に浅井企画に所属のまま個々に活動を続けていく。そのころファンやスタッフへの感謝のほか、森は「いつも隣にいてくれた相方平子さんありがとう!! 幸せなエネルギー人生でした」、平子は「これからまた新しい目標を掲げて、各々邁進する事となりました」といった言葉を残した。

## 出演

### テレビ
- KinKi KidsのGyu!（日本テレビ）[5]
- ピカイチ（日本テレビ）
- 笑点（2013年3月10日、日本テレビ）
- ZIP!（日本テレビ）「笑いの単語チョウ」のコーナーに出演
- 今夜はプネ・プネ（日本テレビ）
- 誰だって波瀾爆笑（日本テレビ）
- ものまねバトル☆CLUB（日本テレビ）
- THE夜もヒッパレ（日本テレビ）
- いろもん（日本テレビ）
- DAISUKI!（日本テレビ）
- 笑いの巨人（日本テレビ）
- 所さんの目がテン!（日本テレビ）
- テレつく!（日本テレビ）
- ウケウリ!!（日本テレビ）
- 踊る!さんま御殿!!（日本テレビ）
- ボブ・サップvs朝青龍の兄 K-1革命戦う芸人スペシャル（日本テレビ）
- レッスル・コロシアム（日本テレビ）
- 小堺一機のサタデーウィズ（TBSラジオ）中継担当
- コサキンDEワァオ!（TBSラジオ）月1回登場
- はなまるマーケット（TBSテレビ）
- キャイ〜ン式（TBSテレビ）
- チャンネル☆ロック（TBSテレビ）
- オールスター感謝祭（TBSテレビ）
- 爆問パワフルフェイス!（TBSテレビ）
- イエヤス（CBCテレビ）
- ジャングルTV 〜タモリの法則〜（毎日放送）
- バナナマンの日本のような国（テレビ朝日）
- 関根&優香の笑うシリーズ（テレビ朝日）
- タイムショック21（テレビ朝日）
- 森田一義アワー 笑っていいとも!（フジテレビ）
- 初詣!爆笑ヒットパレード（フジテレビ）
- 北野タレント名鑑（フジテレビ）
- エブナイ（フジテレビ）
- クイズ$ミリオネア（フジテレビ）
- とんねるずのみなさんのおかげでした（フジテレビ）
- ふうふうごはん（フジテレビ）
- SRS（フジテレビ）
- 100%キャイ〜ン!（フジテレビ）
- 世の中ガブっと!（2002年10月 - 2004年12月、テレビ東京）
- シブスタ（テレビ東京）
- ウラ関根TV（テレビ東京）
- スペイン語会話（NHK教育）
- 爆笑オンエアバトル（NHK総合）戦績4勝1敗 最高385KB
- 英語が伝わる!100のツボ（NHK教育） - 松平光太郎 役（森のみ）
- 歌うコンシェルジュ（NHK総合） - アシスタント（森のみ）
- 金曜バラエティー（NHK総合）
- いのり・エネルギーの映画缶（テレビ埼玉）
- KinKi Kidsのブンブブーン（フジテレビ）
- 警視庁捜査一課9係 season11 第2話（テレビ朝日） - 佐藤刑事 役（平子のみ）
- 仮面ライダーゼロワン 第10・11話（2019年、テレビ朝日） - 刑事 役（平子のみ）
- #コールドゲーム 第4話・第6話・最終話（2021年6月26日・7月10日・7月24日） - 十和子の父 役（平子のみ）

### 映画
- シン・ゴジラ（東宝） - 平子のみ[6]

### 舞台
- カンコンキンシアター - 裏方スタッフの修業を経て1998年より出演[7]。解散後も2人とも個人名義で出演を続けている[8]。
- DDTドラマティックドリームシアターDNA組「櫻農カプリチオ〜櫻ヶ丘農業高等学校狂想曲〜」（2018年7月5日 ‐ 7日、東京・千本桜ホール） ‐ 大河田一 役（森のみ）

### Vシネマ
- 鎧武/ガイム外伝 仮面ライダーデューク（2015年） - 研究員 役（平子のみ）